# والابی خرگوشی نشان‌دار
والابی خرگوشی نشان‌دار (نام علمی: Lagorchestes conspicillatus) کیسه‌داری از تیره درازپایان، سردهٔ والابی‌های خرگوشی است که در استرالیا و گینه نو یافت می‌شود. در سیاهه قرمز IUCN، این جانور در وضعیت کمترین نگرانی طبقه‌بندی شده است.